# Зофіполе (Малопольське воєводство)
Зофіполе (пол. Zofipole) — село в Польщі, у гміні Іґоломія-Вавженьчиці Краківського повіту Малопольського воєводства.
Населення — 493 особи (2011).
У 1975-1998 роках село належало до Краківського воєводства.

## Демографія
Демографічна структура станом на 31 березня 2011 року:
|          | Загалом | Допрацездатний вік | Працездатний вік | Постпрацездатний вік |
| -------- | ------- | ------------------ | ---------------- | -------------------- |
| Чоловіки | 251     | 55                 | 167              | 29                   |
| Жінки    | 242     | 41                 | 151              | 50                   |
| Разом    | 493     | 96                 | 318              | 79                   |